# Flow Motion
Flow Motion — сьомий студійний альбом німецького рок-гурту Can. Він був випущений у жовтні 1976 року і містить сингл «I Want More», який потрапив до британського хіт-параду.

## Запис і продакшн
Запис альбому Flow Motion розпочався у студії Can Inner Space у Кельні навесні 1976 року. Починаючи з попереднього альбому Landed, гурт записувався на надсучасній 16-доріжковій машині, що змінило динаміку гурту та спосіб запису. Замість того, щоб грати все разом наживо, різні учасники тепер могли записувати свої партії окремо. Це, а також використання на Flow Motion ритмів (особливо диско), які були непопулярні серед шанувальників рок-музики, ймовірно, є причиною того, що альбом не був так добре прийнятий шанувальниками і критиками одразу після релізу.
Flow Motion був зведений за допомогою бінаурального стерео «Artificial Head».
Обкладинка містить фотографію, зроблена учасником гурту Міхаелем Каролі.

## Музика
Протягом своєї кар'єри Can завжди експериментували з різними ритмами. З «Flow Motion» гурт став більш грайливим, додавши до цього списку диско та реґі. Окрім нових ритмів, вплив 16-трекового запису означав, що на альбомі з'явилося кілька гітарних партій Міхаеля Каролі, а клавішні Ірміна Шмідта також вийшли на перший план, забезпечивши більшу частину мерехтливої та блискучої атмосфери, яка присутня на всьому альбомі.
Атмосфера диско домінує у першому треку «I Want More», короткому, привабливому і танцювальному. Пісня була випущена як сингл і стала хітом, досягнувши 26 місця в UK Singles Chart у серпні 1976 році. Гурт навіть з'явився на Top of the Pops, щоб виконати цю пісню.
Реґі пронизує більшу частину альбому, хоча Can експериментує з ритмом та інструментарієм, а не грає його прямо. Прикладом цього є «Cascade Waltz», що поєднує реґі з вальсом, та «Laugh Till You Cry, Live Till You Die», де гітарист Каролі грає на тюркській багламі.
Після репризи відкриваючого треку «…And More», який завершував першу сторону оригінального вінілового альбому, друга сторона відкривається піснею «Babylonian Pearl», яка нагадує «Come Sta, La Luna» з альбому Soon Over Babaluma. Вокалом у пісні виконує Ірмін Шмідт, і вона розповідає про дівчину, яка «походить з країни, де жінка є чоловіком». Ця та всі інші тексти на альбомі були написані Пітером Гілмором, концертним звукорежисером гурту.
Наступна пісня, похмурого звучання «Smoke (E.F.S. Nr. 59)», є більш експериментальною, з інтенсивним етнічним том-том бітом Яки Лібецайта, що рухає пісню вперед.
Ще один експериментальний трек, довгий і нестримний «Flow Motion», закриває альбом.

## Відгуки та вплив
Більш доступний характер Flow Motion та його загравання з диско означало, що цей альбом не був добре прийнятий під час його виходу. Багатьох ображало, що гурт грає диско, співає під фонограму і танцює у Top of the Pops, тим більше, що рок-фанати в 1970-х роках взагалі ненавиділи диско.
Багато шанувальників вважали, що Can відмовилися від експериментів та інновацій, в той час як такі виконавці, як Браян Іно та Девід Бові, зазнали впливу і вивели краут-рок в нову еру. Для порівняння, альбом Бові Station to Station вийшов того ж року, що й Flow Motion.
Flow Motion, однак, згодом був оцінений журналом Magnet Magazine, який у 2012 році назвав його «прихованою перлиною».

## Трек-лист
| Сторона 1 | Сторона 1                               | Сторона 1  |
| #         | Назва                                   | Тривалість |
| --------- | --------------------------------------- | ---------- |
| 1.        | «I Want More»                           | 3:29       |
| 2.        | «Cascade Waltz»                         | 5:35       |
| 3.        | «Laugh Till You Cry, Live Till You Die» | 6:43       |
| 4.        | «...And More»                           | 2:43       |

| Сторона 2 | Сторона 2               | Сторона 2  |
| #         | Назва                   | Тривалість |
| --------- | ----------------------- | ---------- |
| 5.        | «Babylonian Pearl»      | 3:29       |
| 6.        | «Smoke (E.F.S. No. 59)» | 5:15       |
| 7.        | «Flow Motion»           | 10:23      |

## Персоналії
Can
- Хольгер Чукай — бас, перкусія на «Smoke», бек-вокал на «I Want More», «…And More» і «Smoke»
- Міхаель Каролі — гітари, слайд-гітара, електрична скрипка на «Cascade Waltz», баглама на «Laugh Until You Cry», шум на «Smoke», основний вокал на «Cascade Waltz» і «Laugh Until You Cry», бек-вокал на «I Want More», «…And More» і «Flow Motion»
- Яки Лібецайт — барабани, перкусія, бек-вокал на «I Want More», «…And More»
- Ірмін Шмідт — клавіщні, Alpha 77, основний вокал на «Babylonian Pearl», «I Want More» і «…And More»

Спродюсовано Can. «Cascade Waltz» спродюсований Can і Саймон Пакслі.
Альбом записаний на Inner Space Studio, Вайлерсвіст, поблизу Кельна Хольгером Чукаєм і Рене Тіннером і був зведений у Delta Acoustic Studio, Вільстер, Німеччина.